# Aeroport de Londres-Heathrow
L'Aeroport de Londres-Heathrow (codi IATA: LHR; codi OACI: EGLL) (en anglès: London Heathrow Airport) està localitzat al barri de Hillingdon, en els suburbis de l'oest de Londres. Aquest és el quart aeroport més ocupat del món en tràfic de passatgers, després de l'Aeroport Internacional Hartsfield-Jackson d'Atlanta, l'Aeroport Internacional de Pequín i de l'Aeroport Internacional O'Hare de Chicago, segons estadístiques de l'any 2010. És el primer aeroport d'Europa en termes de passatgers i és el primer aeroport del món pel que fa al trànsit internacional (per davant de l'Aeroport de París-Charles de Gaulle i de l'Aeroport Internacional de Hong Kong), amb prop de 60 milions de passatgers internacionals durant el 2009. Pel que fa al nombre d'operacions, l'aeroport ocupa el 12è lloc en el rànquing mundial, amb 466.393 enlairaments i aterratges (2009), però ocupant el segon lloc a Europa per darrere de París-Charles de Gaulle.
És un dels cinc aeroports internacionals de l'àrea metropolitana de la ciutat de Londres i és gestionat per BAA Limited que, a part de Heathrow, també s'encarrega de cinc aeroports més del Regne Unit. L'aeroport de Londres-Heathrow és també el principal centre de connexions de diverses aerolínies britàniques com és el cas de British Airways o Virgin Atlantic.

## Història
Abans que arribessin els anys 30, l'aeroport de Heathrow no oferia vols de cap mena i els terrenys on es troba actualment no eren res més que un seguit de cases de camp aïllades a la rodalia de Londres anomenades Heath Row. A partir de la Primera Guerra Mundial va ser quan va començar a oferir alguns vols tot i que tots eren de caràcter militar. A partir del 1930, la pista d'aterratge era propietat privada de la companyia Fairey Aviation, la qual l'utilitzava com a centre per al muntatge d'aeronaus i zona de proves.
L'aerport de Heathrow, llavors anomenat aeròdrom de Great Western, va quedar sota el control del Ministeri de l'Aire britànic que el desenvolupà com una estació de transferència de la Royal Air Force. L'any 1944 va començar la construcció de les pistes d'aterratge i, abans que comencés la guerra, un nou aeroport va ser construït sobre els terrenys de l'antic poblet de Heathrow. L'1 de gener del 1946 es va traspassar el gestionament de l'aeroport al Ministeri d'Aviació Civil i el 16 d'abril del mateix any va aterrar el primer avió estranger provinent de Rio de Janeiro. El 31 de maig de 1946, l'aeroport va ser obert completament per a l'ús civil.
L'any 1953 va començar la construcció de la primera pista d'aterratge moderna i el 1955 es va inaugurar l'edifici Europa (ara l'anomenada terminal 2), una cerimònia portada a terme per la Reina Isabel II. L'1 d'abril d'aquest mateix any es va inaugurar una nova torre de control, substituint a l'antiga torre original. Sis anys més tard es construeix la terminal Oceànica (ara coneguda com a terminal 3), una infraestructura pensada per albergar vols de llarg radi. Finalment i durant el 1968, es va concloure la construcció de les terminals originals de Heathrow situades al centre de l'aeroport amb l'obertura de la terminal 1. Així mateix, l'aeroport va superar els 14 milions de passatgers.
L'any 1970 es va ampliar la terminal 3 amb l'addició d'un edifici d'arribades. També es van dur a terme les ampliacions de les dues principals pistes d'aterratge (la 09L-27R i la 09R-27L) per tal de poder rebre grans aeronaus com els Boeing 747. Les altres pistes van ser tancades per facilitar l'expansió de la terminal. A més, durant aquesta mateixa dècada, es va ampliar la Piccadilly Line del metro de Londres, que permet connectar l'aeroport amb el centre de Londres amb menys d'una hora.
A principis del 1980, el nombre de passatgers havia augmentat fins a arribar als 30 milions anuals i, com a conseqüència, es va decidir construir una nova terminal 4 lluny de les altres tres. El 1986 es va completar l'autopista orbital de Londres (la M25), un nou enllaç directe cap a gran part del país. Entre el 1980 i el 1990, la BAA Limited (operador de l'aeroport) va dur a terme diferents obres per tal d'augmentar la capacitat de les terminals, potenciant la creació de nous espais comercials. El 23 de juny de 1998, Heathrow Express va començar les seves operacions a Heathrow amb una nova línia de ferrocarril directe des de l'estació londinenca de Paddington fins al recinte aeroportuari.
El dia 26 de juny de 2018, la Cambra dels Comuns del Regne Unit va aprovar una expansió per a l'aeroport, que permetrà construir una tercera pista i ampliar l'aeroport fora del seu recinte actual, incrementant la seva capacitat fins als 130 milions de passatgers anuals i capacitat per a més de 740.000 operacions anuals.

## Terminals
- Terminal 1, és la base d'operacions de les aerolínies Aer Lingus i de les que formen part de Star Alliance.
- Terminal 2, actualment es troba en construcció i es preveu que no obri les seves portes fins al 2014.
- Terminal 3, és la base d'operacions de Virgin Atlantic i altres aerolínies de Oneworld tot i que també hi operen algunes companyies d'altres aliances.
- Terminal 4, és la base d'operacions de l'aliança SkyTeam.
- Terminal 5, és la terminal utilitzada massivament per British Airways tot i que alguns vols els realitza des de la terminal 3.

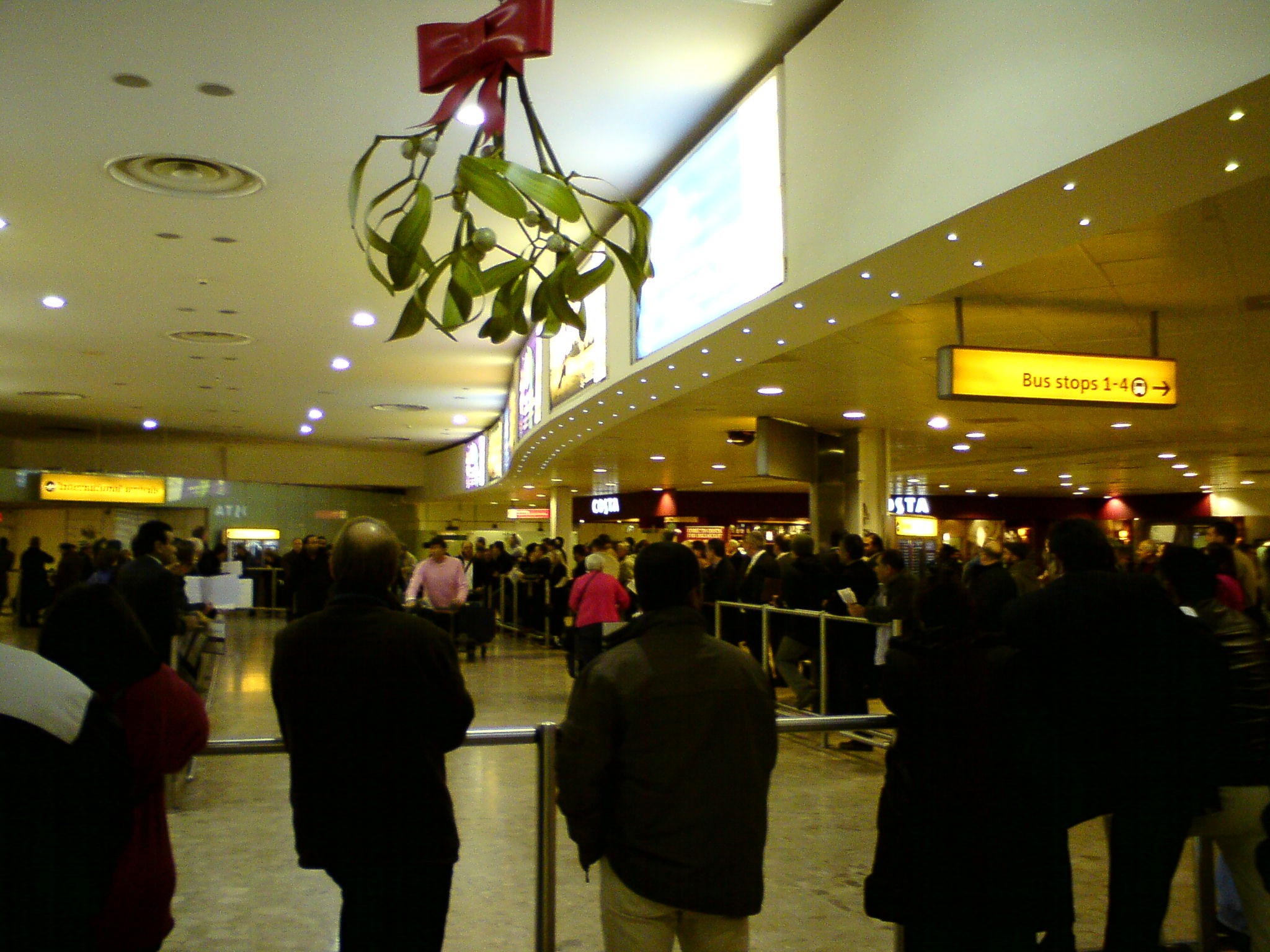
Vestíbul d'arribades internacionals de la terminal 1.
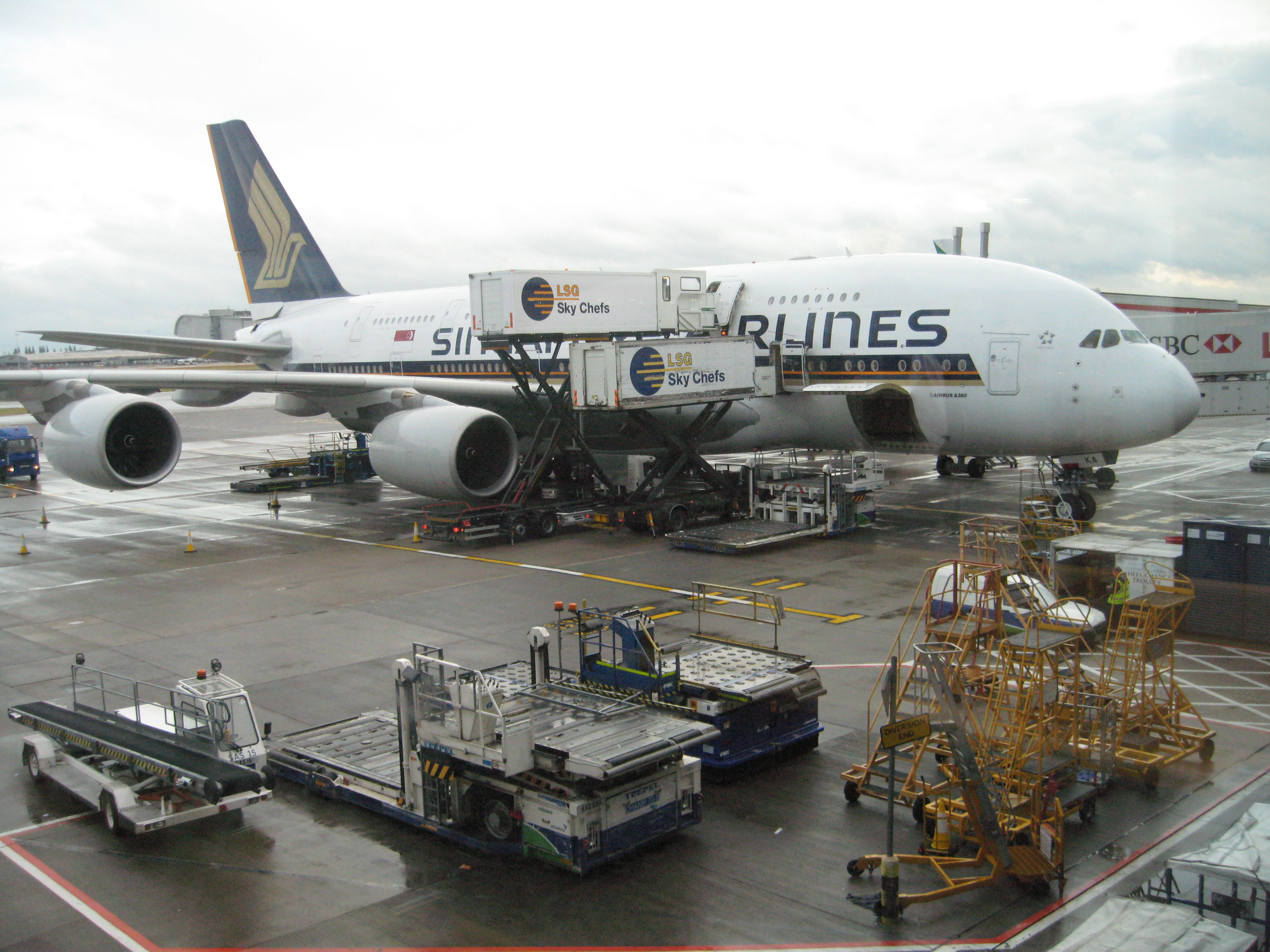
Un Airbus A380 de Singapore Airlines aparcat a la terminal 3.
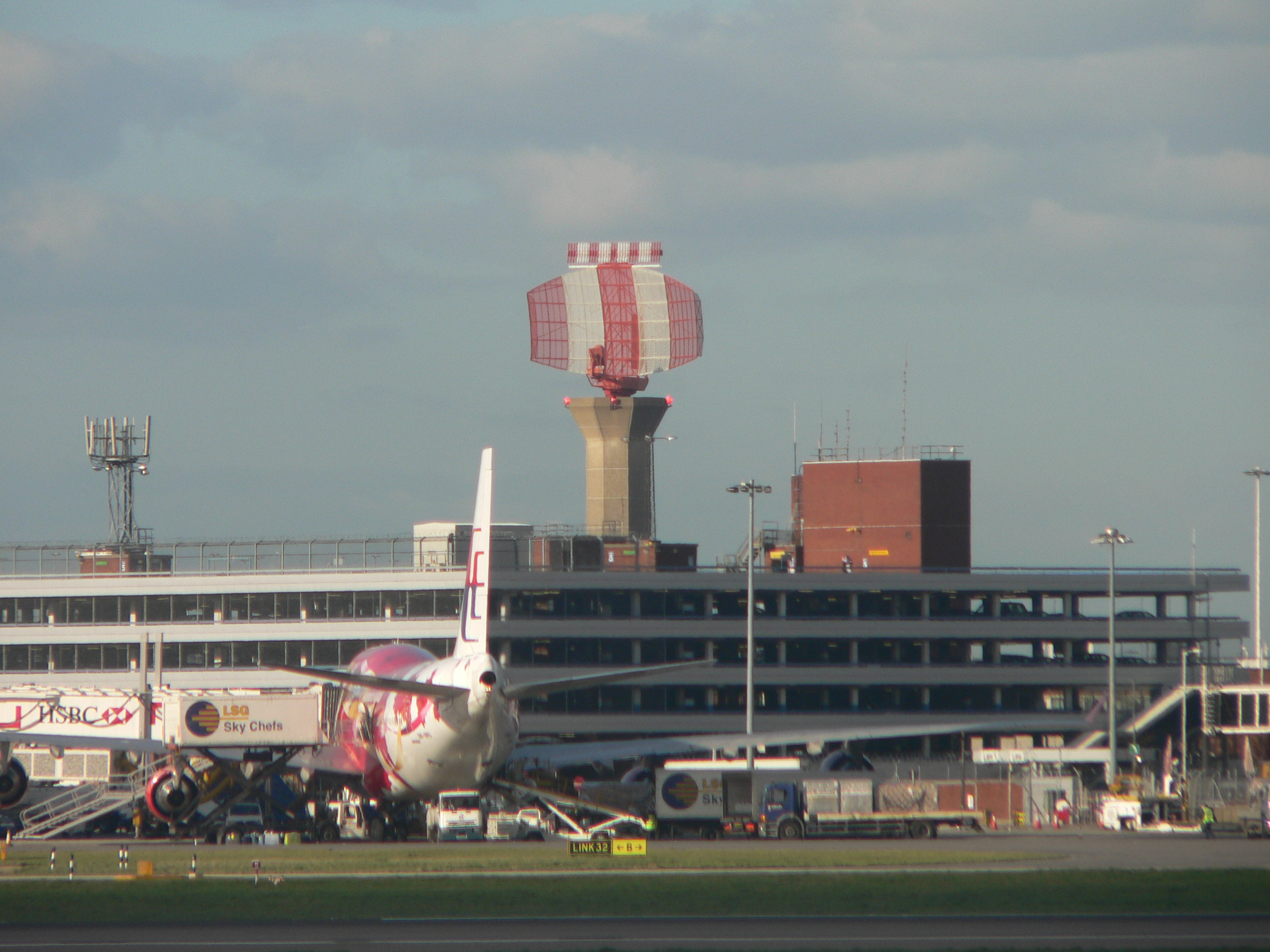
Torre radar situada a la zona centre de l'aeroport.
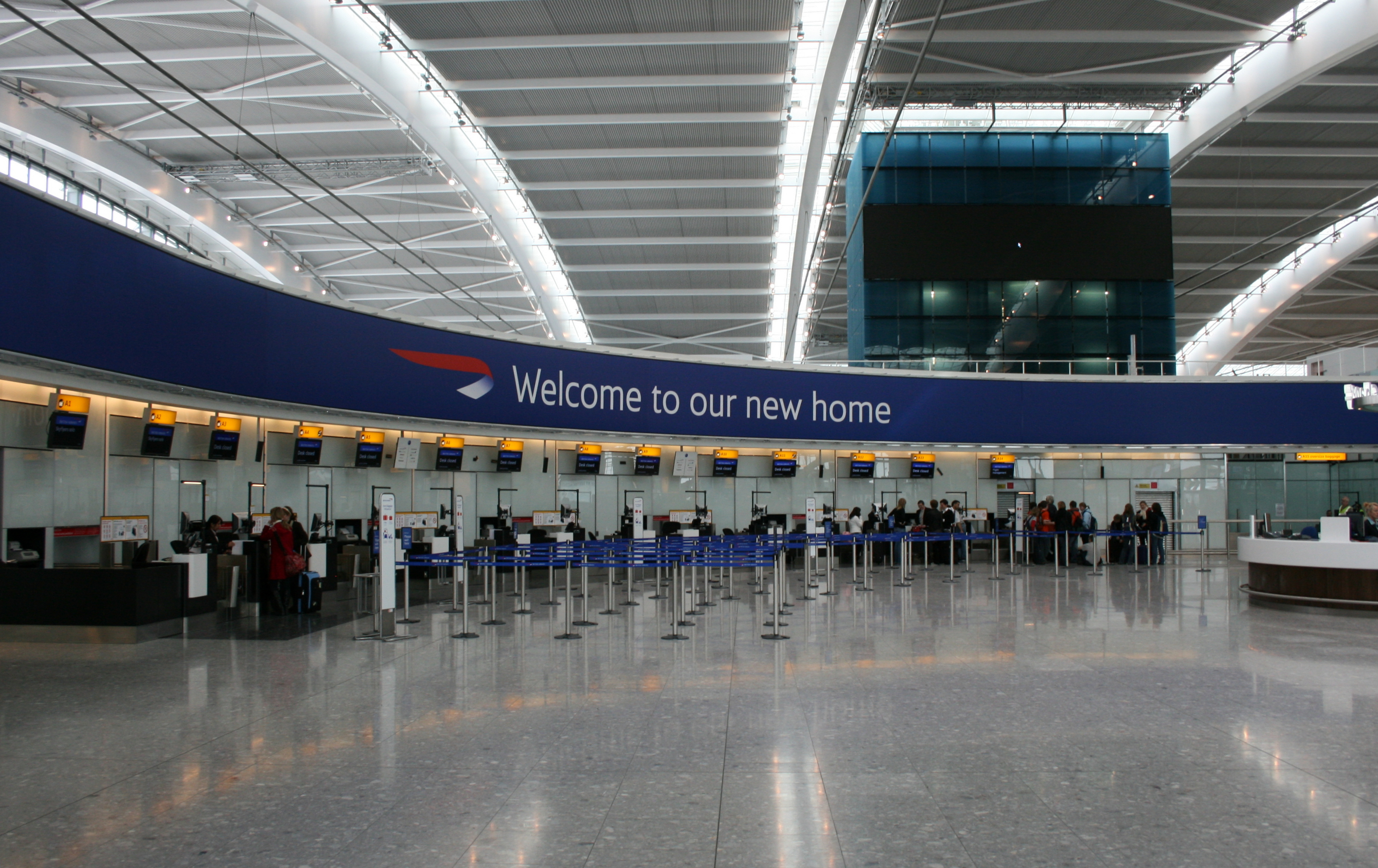
Mostradors de facturació de British Airways a la terminal 5.

## Aerolínies i destinacions
| Companyia                                        | Destinacions | Terminal |
| ------------------------------------------------ | --- | -------- |
| Aegean Airlines                                  | Atenes | 1        |
| Aer Lingus                                       | Belfast-International, Cork, Dublín, Shannon | 1        |
| Aeroflot                                         | Moscou-Xeremètievo | 4        |
| Air Algérie                                      | Alger | 4        |
| Air Astana                                       | Almati | 4        |
| Air Canada                                       | Calgary, Edmonton, Halifax, Montréal-Trudeau, Ottawa, Toronto-Pearson, Vancouver de temporada: St John's | 3        |
| Air China                                        | Pequín-Capital | 3        |
| Air France                                       | París-Charles de Gaulle | 4        |
| Air India                                        | Ahmedabad, Bangalore (comença el 17 del novembre del 2018), Bombai, Delhi, Nova York-Newark (finalitza el 15 del novembre del 2018) | 3        |
| Air Malta                                        | Malta | 4        |
| Air Mauritius                                    | Maurici | 3        |
| Air New Zealand                                  | Auckland, Hong Kong, Los Angeles | 1        |
| Air Transat                                      | de temporada: Toronto-Pearson | 4        |
| Alitalia                                         | Milà-Linate, Roma-Fiumicino | 4        |
| All Nippon Airways                               | Tòquio-Narita | 3        |
| American Airlines                                | Boston, Chicago-O'Hare, Dallas, Los Angeles, Miami, Nova York-JFK, Raleigh | 3        |
| Arik Air                                         | Abuja, Lagos | 4        |
| Asiana Airlines                                  | Seül-Incheon | 1        |
| Austrian Airlines                                | Viena | 1        |
| Austrian Airlines operat per Tyrolean Airways    | Viena | 1        |
| Azerbaijan Airlines                              | Bakú | 4        |
| Biman Bangladesh Airlines                        | Dacca, Dubai | 4        |
| British Airways                                  | Bangkok-Suvarnabhumi, Gibraltar, Hèlsinki, Marsella, Singapur, Sydney, Viena | 3        |
| British Airways                                  | Aberdeen, Abu Dhabi, Abuja, Accra, Alger, Amsterdam, Atenes, Atlanta, Bahrain, Basilea/Mulhouse, Baltimore, Bangalore, Barcelona, Berlín-Tegel, Bombai, Boston, Brussel·les, Bucarest-Otopeni, Budapest, Buenos Aires-Ministro Pistarini, Calgary, Chicago-O'Hare, Copenhaguen, Dallas, Dar es Salaam, Delhi, Denver, Doha, Dubai, Durban, Düsseldorf, Edimburg, Entebbe, Estocolm-Arlanda, Frankfurt, Ginebra, Glasgow-International, Göteborg-Landvetter, Grand Cayman, Hamburg, Hong Kong, Houston-Intercontinental, Hyderâbâd, Inverness, Istanbul-Atatürk, Jiddah, Johannesburg, Kíev-Boryspil, Kuwait, Lagos, Larnaca, Las Vegas, El Caire, Ciutat del Cap, Los Angeles, Lisboa, Luanda, Lusaka, Lió, Madras, Madrid-Barajas, Manchester, Masqat, Maurici, Mèxic, Miami, Milà-Linate, Milà-Malpensa, Montréal-Trudeau, Moscou-Domodédovo, Múnic, Nairobi, Nashville, Nassau, Nova York-JFK, Newark, Newcastle upon Tyne, Niça, Oslo-Gardermoen, París-Orly, París-Charles de Gaulle, Pequín-Capital, Filadèlfia, Phoenix, Pisa, Praga, Providenciales, Rio de Janeiro-Galeão, Riyad, Roma-Fiumicino, Sant Petersburg, San Diego, San Francisco, São Paulo-Guarulhos, Seattle, Sofia, Stuttgart, Tel-Aviv–Ben Gurion, Tòquio-Haneda, Tòquio-Narita, Toronto-Pearson, Tolosa de Llenguadoc, Trípoli, Vancouver, Varsòvia, Venècia-Marco Polo, Washington-Dulles, Xangai-Pudong, Zuric | 5        |
| British Airways                                  | Pittsburgh (comença el 2 d'abril del 2019) de temporada: Cefalònia, Charleston (comença el 4 d'abril del 2019) | -        |
| Brussels Airlines                                | Brussel·les | 1        |
| Bulgaria Air                                     | Sofia | 4        |
| Cathay Pacific Airways                           | Hong Kong | 3        |
| China Airlines                                   | Taipei-Taoyuan | 4        |
| China Eastern Airlines                           | Xangai-Pudong | 4        |
| Croatia Airlines                                 | Split, Zagreb | 1        |
| Cyprus Airways                                   | Larnaca, Pafos | 1        |
| Delta Air Lines                                  | Atlanta, Boston, Detroit, Miami, Minneapolis, Nova York-JFK | 4        |
| EgyptAir                                         | El Caire, Luxor | 3        |
| El Al                                            | Tel-Aviv–Ben Gurion | 1        |
| Emirates                                         | Dubai | 3        |
| Ethiopian Airlines                               | Addis Abeba | 3        |
| Etihad Airways                                   | Abu Dhabi | 4        |
| EVA Air                                          | Bangkok-Suvarnabhumi, Taipei-Taoyuan | 3        |
| Finnair                                          | Hèlsinki | 3        |
| Gulf Air                                         | Bahrain | 4        |
| Iberia                                           | Madrid-Barajas | 5        |
| Icelandair                                       | Reykjavík-Keflavík | 1        |
| Iran Air                                         | Shiraz, Teheran-Imam Khomeini | 3        |
| Japan Airlines                                   | Tòquio-Narita | 3        |
| Jet Airways                                      | Bombai, Delhi | 4        |
| Kenya Airways                                    | Nairobi | 4        |
| Kingfisher Airlines                              | Bombai, Delhi | 4        |
| KLM                                              | Amsterdam | 4        |
| KLM operat per KLM Cityhopper                    | Amsterdam | 4        |
| Korean Air                                       | Seül-Incheon | 4        |
| Kuwait Airways                                   | Kuwait, Nova York-JFK | 4        |
| Libyan Airlines                                  | Trípoli | 4        |
| LOT Polish Airlines                              | Varsòvia | 1        |
| Lufthansa                                        | Düsseldorf, Frankfurt, Hamburg, Milà-Malpensa, Múnic | 1        |
| Lufthansa                                        | Colònia/Bonn, Dresden, Hamburg, Milà-Malpensa | 1        |
| Lufthansa Regional operat per Contact Air        | Stuttgart | 1        |
| Lufthansa Regional operat per Eurowings          | Düsseldorf, Stuttgart | 1        |
| Lufthansa Regional operat per Lufthansa CityLine | Stuttgart | 1        |
| Malaysia Airlines                                | Kuala Lumpur | 4        |
| Middle East Airlines                             | Beirut | 3        |
| Oman Air                                         | Masqat | 3        |
| Pakistan International Airlines                  | Islamabad, Karachi, Lahore, Sialkot | 3        |
| Philippine Airlines                              | Manila | 3        |
| Qantas                                           | Bangkok-Suvarnabhumi, Hong Kong, Melbourne, Singapur, Sydney | 3        |
| Qatar Airways                                    | Doha | 3        |
| Rossiya                                          | Sant Petersburg | 4        |
| Royal Air Maroc                                  | Casablanca, Tànger | 4        |
| Royal Brunei Airlines                            | Bandar Seri Begawan, Dubai | 4        |
| Royal Jordanian                                  | Amman | 3        |
| Saudi Arabian Airlines                           | Dammam, Jiddah, Riyad | 3        |
| Scandinavian Airlines                            | Copenhaguen, Göteborg-Landvetter, Luleå, Oslo-Gardermoen, Stavanger, Estocolm-Arlanda | 3        |
| Singapore Airlines                               | Singapur | 3        |
| South African Airways                            | Johannesburg | 1        |
| SriLankan Airlines                               | Colombo, Malé | 4        |
| Swiss International Air Lines                    | Ginebra, Zuric | 1        |
| TAM Airlines                                     | Rio de Janeiro-Galeão, São Paulo-Guarulhos | 1        |
| TAP Portugal                                     | Lisboa de temporada: Porto | 1        |
| Tarom                                            | Bucarest-Otopeni | 4        |
| Thai Airways International                       | Bangkok-Suvarnabhumi | 3        |
| Tianjin Airlines                                 | Xi'an | -        |
| Tunisair                                         | Tunis | 4        |
| Turkish Airlines                                 | Istanbul-Atatürk | 3        |
| Turkmenistan Airlines                            | Ashgabat | 3        |
| United Airlines                                  | Chicago-O'Hare, Los Angeles, San Francisco, Washington-Dulles de temporada: Denver | 1        |
| Uzbekistan Airways                               | Taixkent | 4        |
| Virgin Atlantic                                  | Accra, Boston, Delhi, Dubai, Hong Kong, Johannesburg, Lagos, Los Angeles, Miami, Nairobi, Nova York-JFK, Newark, San Francisco, Sydney, Tòquio-Narita, Washington-Dulles, Xanghai-Pudong de temporada: Chicago-O'Hare, Ciutat del Cap | 3        |
| Vueling Airlines                                 | Bilbao, la Corunya, Sevilla | 3        |